# Martial Salomon
Pour les articles homonymes, voir Salomon.
Martial Salomon est un monteur et réalisateur français, né le 20 juillet 1977 à Salins-les-Bains.

## Biographie
Martial Salomon entreprend des études de mathématiques avant de s'orienter vers le cinéma, à Montpellier puis à Paris où, en 1999, il intègre la Fémis dont il sort diplômé en 2003 (département montage). Réalisateur de six courts métrages, il a travaillé comme monteur à plusieurs reprises avec Pierre Léon et Emmanuel Mouret.

## Filmographie

### Réalisateur
(courts métrages)
- 2003 : Juliette est morte
- 2003 : Qui aime joue perdant
- 2008 : Amandine
- 2011 : Centre cuir
- 2012 : Fassbinder sur le fil
- 2016 : Bachaumont

### Monteur
- 2003 : Dremano oko de Vladimir Perišić (CM)
- 2006 : Changement d'adresse d'Emmanuel Mouret
- 2006 : Octobre de Pierre Léon
- 2007 : Guillaume et les Sortilèges de Pierre Léon
- 2007 : Un baiser, s'il vous plaît ! d'Emmanuel Mouret
- 2008 : L'Idiot de Pierre Léon
- 2009 : Ordinary People de Vladimir Perišić
- 2009 : Fais-moi plaisir ! d'Emmanuel Mouret
- 2011 : L'Art d'aimer d'Emmanuel Mouret
- 2011 : Les Anges de Port-Bou de Vladimir Léon
- 2013 : Biette de Pierre Léon
- 2013 : Par exemple, Électre de Jeanne Balibar et Pierre Léon
- 2013 : Une autre vie d'Emmanuel Mouret
- 2016 : Deux Rémi, deux de Pierre Léon
- 2016 : Temps Plein de Vincent Delbos, Arnaud Gravade et Aline Tournier
- 2016 : Crache cœur de Julia Kowalski
- 2016 : Jours de France de Jérôme Reybaud
- 2017 : Le lion est mort ce soir de Nobuhiro Suwa
- 2018 : Mademoiselle de Joncquières d'Emmanuel Mouret
- 2018 : Bêtes blondes d'Alexia Walther et Maxime Matray
- 2020 : Éléonore d'Amro Hamzawi
- 2020 : Les choses qu'on dit, les choses qu'on fait d'Emmanuel Mouret
- 2020 : Mes chers espions de Vladimir Léon
- 2021 : La Place d'une autre d'Aurélia Georges

## Distinctions

### Nominations
- 2011 : Prix du court métrage et Prix du public - Courts métrages pour Centre cuir au Festival de Belfort
- César 2021 : nomination pour le César du meilleur montage pour Les choses qu'on dit, les choses qu'on fait [1]